# رياح رملية
رياح رملية (بالفرنسية: Vent de sable)‏ (بالإنجليزية: Sandstorm)‏ هو فيلم دراما تم إنتاجه في الجزائر وصدر في سنة 1982. الفيلم من إخراج محمد الأخضر حمينة وكتابة محمد الأخضر حمينة ويامينا بشير وقد ترشح لنيل جائزة مهرجان كان السينمائي 1982. الفيلم أيضا اختير للحصول على جائزة أفضل فيلم جزائري بلغة أجنبية في حفل توزيع جوائز الأوسكار الخامس والخمسون، ولكنه لم يقبل في الترشيح.

## وصلات خارجية
- رياح رملية على موقع IMDb (الإنجليزية)
- رياح رملية على موقع ألو سيني (الفرنسية)
- رياح رملية على موقع أول موفي (الإنجليزية)
- رياح رملية على موقع قاعدة بيانات الفيلم (الإنجليزية)
- رياح رملية على موقع ليتربوكسد (الإنجليزية)
- رياح رملية على موقع كينوبويسك (الروسية)